# Большой карстовый провал (Свердловская область)
Большой карстовый провал (Федотов провал) — пещера в Нижнесергинском муниципальном районе Свердловской области, на территории природного парка Оленьи Ручьи. Грот на дне карстовой воронки глубиной 33 м. Является памятником природы.

## Описание
Пещера относится к спелеорайону Уфимского амфитеатра, Сергинский спелеоподрайон. Вмещающие породы — известняки.
Большой карстовый провал расположен в верховьях Федотова лога, в котором ближе к реке Серга находится пещера Дружба. Провал представляет собой грот на дне карстовой воронки глубиной 33 м. Стенки почти вертикальны, кроме юго-западной, идущей вначале вниз под углом 45 градусов, а затем круче спускающейся ко дну. Провал образовался от обрушения свода большой пещеры, дно его покрыто крупными глыбами. Форма грота — овальная, вытянутая с северо-востока на юго-запад; длина около 60 м, наибольшая глубина 33 м, ширина 25 м. В стороны от грота отходят три узких боковых хода.
На дне пещеры существовал многолетний ледник, не тающий летом. В 1960-х годах спелеологи отмечали: «Значительная глубина и отвесные стены создают условия для сохранения большого количества льда и снега. Особенно много их в боковых ходах, где лед образует причудливые сосульки, а на дне наблюдаются совершенно прозрачные пласты льда, сквозь которые ясно видны, как сквозь стекло, лежащие на дне камни.». Позднее температурный режим изменился, многолетняя наледь растаяла, и на дне образовался вход в новый грот — Обвальный.
Вблизи Провала много заросших воронок и провалов различной глубины.
На отвесных стенах Провала проводились соревнования спелеологов.
Свердловская киностудия снимала в Провале одну из сцен фильма «Золотая баба» (1986 г.).